# Fontanil-Cornillon
Fontanil-Cornillon ist eine französische Gemeinde mit 3410 Einwohnern (Stand 1. Januar 2022) im Département Isère in der Region Auvergne-Rhône-Alpes; sie gehört zum Arrondissement Grenoble und zum Kanton Grenoble-2.

## Geografie
Die Gemeinde Fontanil-Cornillon liegt an der Isère, nordwestlich von Grenoble am Fuß des Chartreuse-Massivs. Sie wird vom Fluss Isère. Das Gemeindegebiet liegt teilweise im Regionalen Naturpark Chartreuse.

## Bevölkerungsentwicklung
| Jahr      | 1962 | 1968 | 1975 | 1982 | 1990 | 1999 | 2010 | 2018 |
| Einwohner | 586  | 1123 | 1454 | 1682 | 2079 | 2454 | 2818 | 2940 |

## Partnergemeinden
- Ponchatoula in Louisiana (Vereinigte Staaten), seit 1987
- Monte Roberto in Italien, seit 1992
- Saint-Joseph-du-Lac in Kanada, seit 2008